# Aeroporto Domingo Faustino Sarmiento
O Aeroporto Domingo Faustino Sarmiento (IATA: UAQ, ICAO: SANU) serve a cidade de San Juan, província de San Juan, Argentina. É servido pela Aerolíneas Argentinas e pela LAN Argentina.
O Aeroporto possui um terminal de 2,200m² e está localizado a 15 km de San Juan. Seu acesso é feito pela Ruta Nacional 20. Sua construção demorou cerca de vinte anos para ser concretizada a partir do projeto inicial que foi seriamente danificado pelo terremoto que atingiu a região em 1977. A reconstrução durou 3 anos e o aeroporto foi finalmente inaugurado em 1981. Sua classificação OACI é 4C.

## Terminal
| Companhias            | Destinos     |
| --------------------- | ------------ |
| Aerolíneas Argentinas | Buenos Aires |
| LAN Argentina         | Buenos Aires |